# So Many Tears
So Many Tears è un singolo del rapper statunitense 2Pac, pubblicato nel 1995 ed estratto dall'album Me Against the World.

## Tracce
1. So Many Tears
2. So Many Tears (Key of Z Remix)
3. So Many Tears (Reminizim' Remix)
4. Hard to Imagine (by Dramacydal)
5. If I Die 2Nite